# Teodor Filoxen (cònsol 525)
Flavi Teodor Filoxen Sotèric Filoxen va ser el cònsol de l'Imperi Romà d'Orient l'any 525. El seu col·lega al consolat per la part occidental va ser Probus.
Teodor Filoxen era fill de Sotèric Filoxen.
Al seu díptic consular es diu que: "Flavi Teodor Filoxen, fill de Sotèric Filoxen, amb el rang d'il·lustre, comes dels domèstics, anteriorment mestre dels soldats a Tràcia i cònsol ordinari".